# Pissoir
Pissoir, även känd som Urinal, är en kanadensisk film från 1989, regisserad och skriven av John Greyson.

## Handling
En grupp sammankallas för att undersöka en polisinsats i Toronto. De infiltrerar polisen bara för att upptäcka att de själva är bevakade.

## Om filmen
Filmen är inspelad i Toronto och hade världspremiär i februari 1989 vid filmfestivalen i Berlin.

## Rollista
- Paul Bettis – Sergei Eisenstein
- Pauline Carey – Frances Loring
- Keltie Creed – Florence Wyle
- Lance Eng – Dorian Gray
- David Gonzales – Yukio Mishima
- Olivia Rojas – Frida Kahlo
- George Spelvin – Langston Hughes

## Utmärkelser
- 1989 – Filmfestivalen i Berlin – Teddypriset för bästa spelfilm, John Greyson

### Webbkällor
- Pissoir på Internet Movie Database (engelska)